# Temnaspis elegans
Temnaspis elegans es una especie de coleóptero de la familia Megalopodidae.

## Distribución geográfica
Habita en la isla de Formosa (Asia).